# Vicia costae
Vicia costae är en ärtväxtart som beskrevs av Alfred Hansen. Vicia costae ingår i släktet vickrar, och familjen ärtväxter. IUCN kategoriserar arten globalt som akut hotad. Inga underarter finns listade i Catalogue of Life.